# Burgunderblutalge
Die Burgunderblutalge  (Planktothrix rubescens) ist eine Art fädiger Cyanobakterien, oder „Blaualgen“. Im Jahr 2002 wurde die Art von S. Suda der Gattung Planktothrix zugeordnet, davor wurde die Art als Oscillatoria rubescens angesprochen.

## Name
Der aus dem Griechischen abgeleitete Name Planktothrix rubescens bedeutet frei „im Wasser umherirrendes rötliches Haar“. Im Schweizer Murtensee kommt es immer wieder zu Blüten der Spezies, die das Wasser rötlich färben. Dies wurde auf das Blut der in der Schlacht bei Murten erschlagenen Burgunder zurückgeführt und führte zu der deutschen Benennung Burgunderblutalge.

## Merkmale
Planktothrix wächst, wie für die Oscillatoriales typisch, in langen unverzweigten Zellfäden, auch Filamente oder Trichome genannt. Es werden weder Dauerzellen (Akineten) noch Heterozysten gebildet. Die geraden Filamente sind begrenzt mobil und zeigen Phototaxis. Sie sind meistens einzeln, nur selten finden sich Bündel von Filamenten. Da die Burgunderblutalge das rote Pigment Phycoerythrin enthält, ist sie rötlich gefärbt. Von ähnlichem Bau, jedoch grünlich gefärbt, ist P. agardhii, die Bündel-Schwingalge.

## Lebensraum
Die Burgunderblutalge lebt planktisch im Süßwasser, besonders in tiefen und geschichteten Kaltwasserseen, beispielsweise in alpennahen Seen wie dem Wörthersee, dem Mondsee, dem Zürichsee, dem Simssee oder dem Ammersee. Durch Umschichtung durch Erwärmung des Wörthersees kam es im März 2016 zu einem Aufsteigen der Alge in die oberste Wasserschicht mit intensiver Rotbraunfärbung. Auch in den tieferen Schichten des Alatsees bei Füssen wurden diese Bakterien gefunden und ein gelegentliches Aufsteigen beobachtet.

## Ökologie
Die Art kann sich durch Gasvesikel innerhalb der Wassersäule einschichten. Bei günstigen Bedingungen kann eine Blüte auftreten. Dabei können, nach massenhafter Vermehrung, aufgrund des Toxins Microcystin Gefahren für Wasserlebewesen ebenso wie für die Trinkwasserversorgung entstehen.